# Municipio de Scott (condado de Champaign)
El municipio de Scott (en inglés, Scott Township) es un municipio del condado de Champaign, Illinois, Estados Unidos. Tiene una población estimada, a mediados de 2022, de 982 habitantes.

## Geografía
Está ubicado en las coordenadas 40°5′29″N 88°23′52″O / 40.09139, -88.39778. Según la Oficina del Censo de los Estados Unidos, tiene una superficie de 92.92 km² y 0.003 km² de agua.

## Demografía
Según el censo de 2020, en ese momento había 999 personas residiendo en la zona. La densidad de población era de 11 hab./km². El 88.49 % de los habitantes eran blancos, el 1.80 % eran afroamericanos, el 0.20 % eran amerindios, el 0.30 % eran asiáticos, el 1.30 % eran de otras razas y el 7.91 % eran de una mezcla de razas. Del total de la población, el 2.70 % eran hispanos o latinos de cualquier raza.